# Luca Jahier
Luca Jahier était président (2018 à 2020) du Comité économique et social européen (CESE), dont il est membre depuis 2002.
Le Comité économique et social européen (CESE) est un organe consultatif de l'Union européenne composé de représentants des organisations de syndicats, des employeurs et de groupes d'intérêt de la société civile.
Dans un discours prononcé le 18 avril 2018, Jahier a appelé « à œuvrer ensemble à une seconde Renaissance européenne».

## Travaux au CESE
Luca Jahier a été rapporteur des avis suivants : Économie sociale africaine, Afrique et Chine, Pour une dimension sociale de l'Union économique et monétaire européenne, Vers une stratégie de l'UE dans le domaine des relations culturelles internationales ou encore Traité de Lisbonne, avis du Parlement européen.

## Responsabilités
Diplômé en sciences politiques de l'université de Turin, Jahier est journaliste et expert des mouvements associatifs de promotion sociale. Il a eu de nombreuses activités dans le domaine de la coopération internationale, d'abord au sein de la Comunità Impegno Servizio Volontariato de Turin, puis, de 1984 à 1999, auprès de la Fédération des organismes chrétiens de service de volontariat international, dont il a été président national.

### Responsabilités au CESE
Luca Jahier a été élu vice-président de la section spécialisée "Emploi, Affaires sociales et citoyenneté" en 2004.
Au mois d'octobre 2006, il a été élu Vice-président du groupe III (société civile). D’octobre 2008 à 2010, il préside le Comité de suivi ACP-UE et le groupe permanent sur l’immigration et l’intégration.

## Engagements
Luca Jahier est membre fondateur du Forum italien du secteur tertiaire et a été responsable de programmes de développement en Afrique.

## Sources
1. 1 2  « Renaissance : le nouveau président du CESE promet de relancer l'engagement civique en faveur d'une Europe durable », sur eesc.europa.eu, 30 avril 2018
2. 1 2 3  « CV Luca Jahier », sur eesc.europa.eu
3. ↑  « Questions à Luca Jahier », sur Comité économique, social et environnemental, 23 avril 2019
4. ↑  « Luca Jahier, pour une seconde Renaissance européenne », sur la-croix.com, 23 janvier 2019